# Skelhøj
Skelhøj er en gravhøj fra begyndelsen af bronzealderen, der ligger nær Kongeåen i Sønderjylland. Den blev udgravet af arkæologer i perioden 2002-2004.

## Historie
Skelhøj er en gravhøj, der er en del af en gruppe på 26 gravhøje langs Kongeåen i Sønderjylland. Den blev sandsynligvis opført i løbet af nogle måneder. Andre velbevarede gravhøje i området tæller Trindhøj, Guldhøj, Store Kongehøj, og Storehøj ved Tobøl. I den tidlige bronzealder (ca. 1500-1100 f.v.t.) blev der opført mange af den slags gravhøje i hele Danmark, arkæologen Jørgen Jensen estimerer, at der blev opført omkring 85.000.
Man har dateret den ved hjælp af kulstof 14-datering. Arkæologer estimerer, at den oprindeligt har været 7-7,5 m høj, men dette var blevet reduceret til 5 m, da den blev udgravet, og den er omkring 30 m i diameter.

### Opførsel
Arkæologisk forskning viser at området, hvor højen blev opført, først blev brændt af, hvorefter en egetræskiste blev gravet ned og dækket af en varde, hvorpå selv højen blev opført. Den blev sandsynligvis opført i en enkelt omgang i løbet af nogle få måneder, og består af otte forskellige sektioner, der blev anlagt af forskellige grupper af personer. Højen blev inddelt i otte sektioner, som et hjul med otte eger, hvor hver del blev anlagt uafhængigt, og grupperne der har bygget den kan have bragt tørv med sig fra det område de boede.
Gravhøjen blev røvet, sandsynligvis kort efter den var opført, og endnu engang i løbet af 1800-tallet.

### Udgravning
Skelhøj blev fuldstændigt udgravet af arkæologer fra 2002-2004. Formålet var at undersøge hvordan egetræskisten var blevet bevaret, hvad den indeholdt, samt hvordan den blev bygget, og hvordan landskabet omkring højen så ud ved anlæggelsen. De konkluderede at kisten var blevet dækket af store mængder vand kort efter den var blevet begravet, hvilket har skabt hvad de kaldte en "jernkapsel" omkring kisten igennem en kemisk redoxreaktion.